# Mannheim

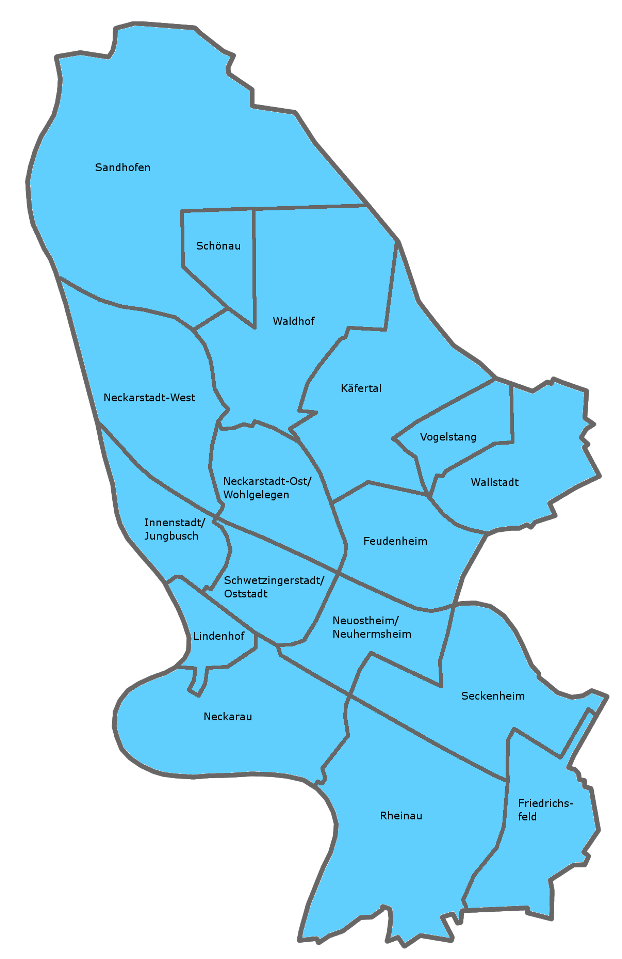
Podział administracyjny Mannheim

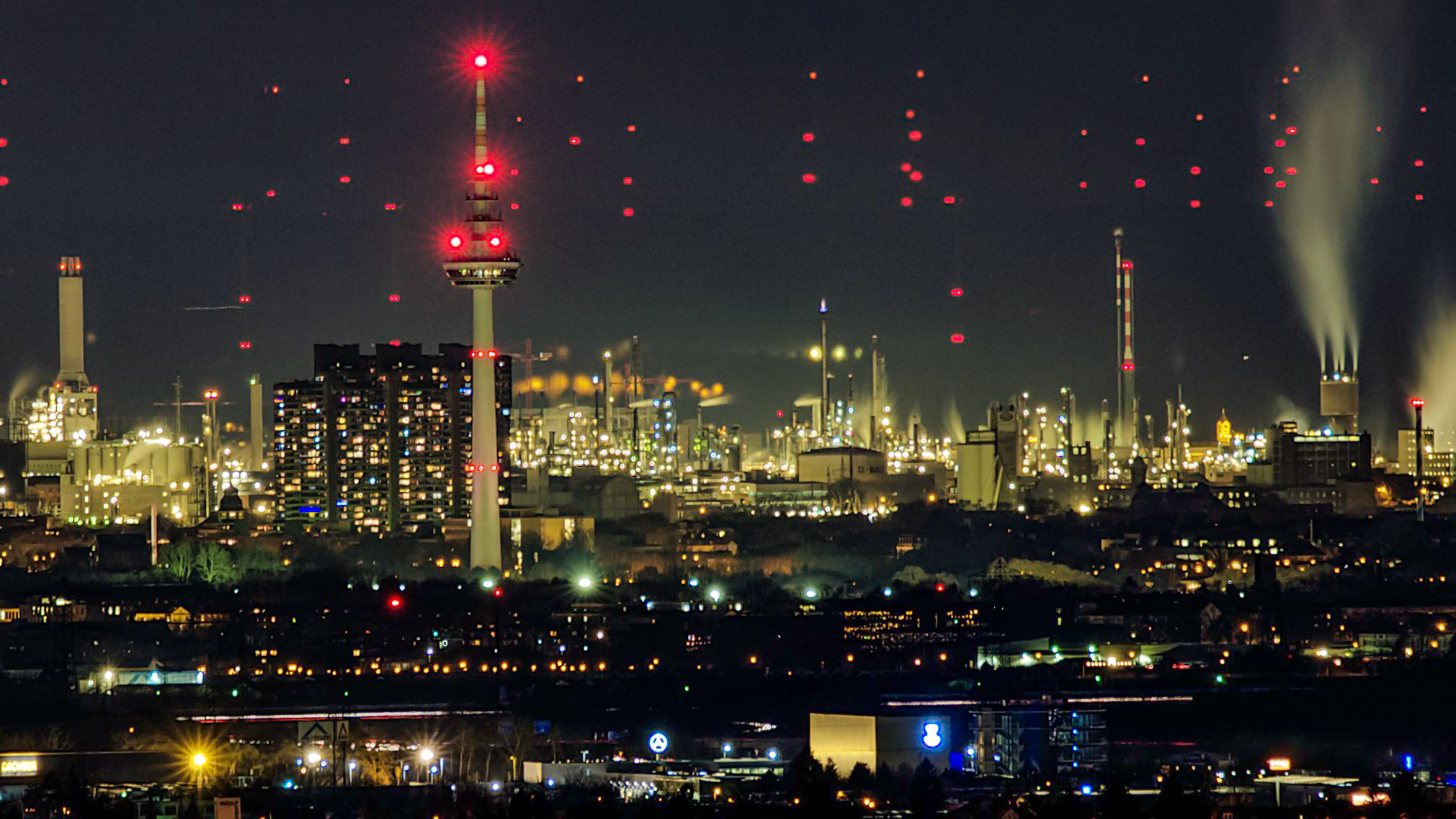
Wieża telekomunikacyjna Mannheim z wieżowcami nad brzegiem Neckaru, za niektórymi zakładami przemysłowymi w siostrzanym mieście Ludwigshafen

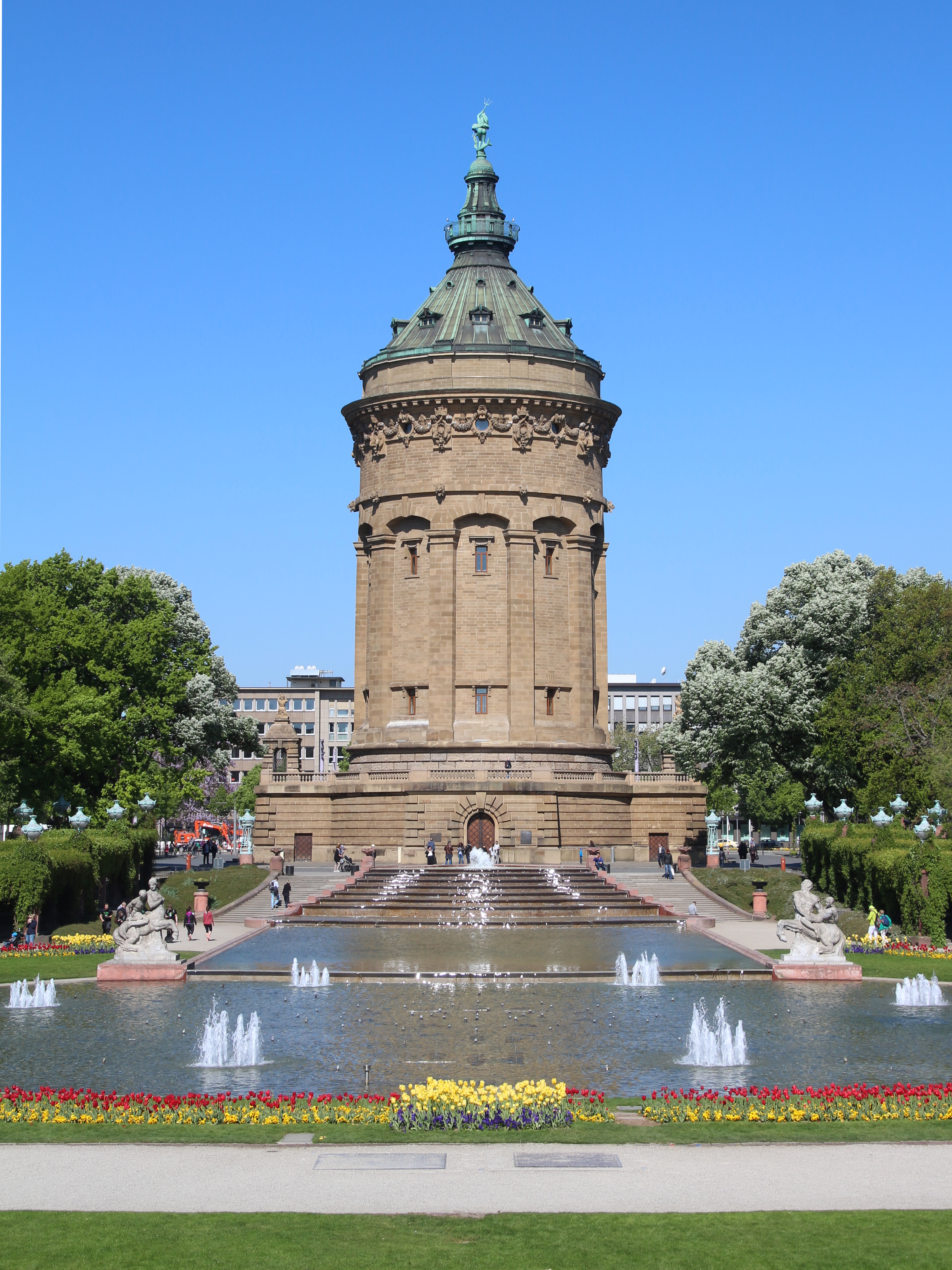
Wieża ciśnień

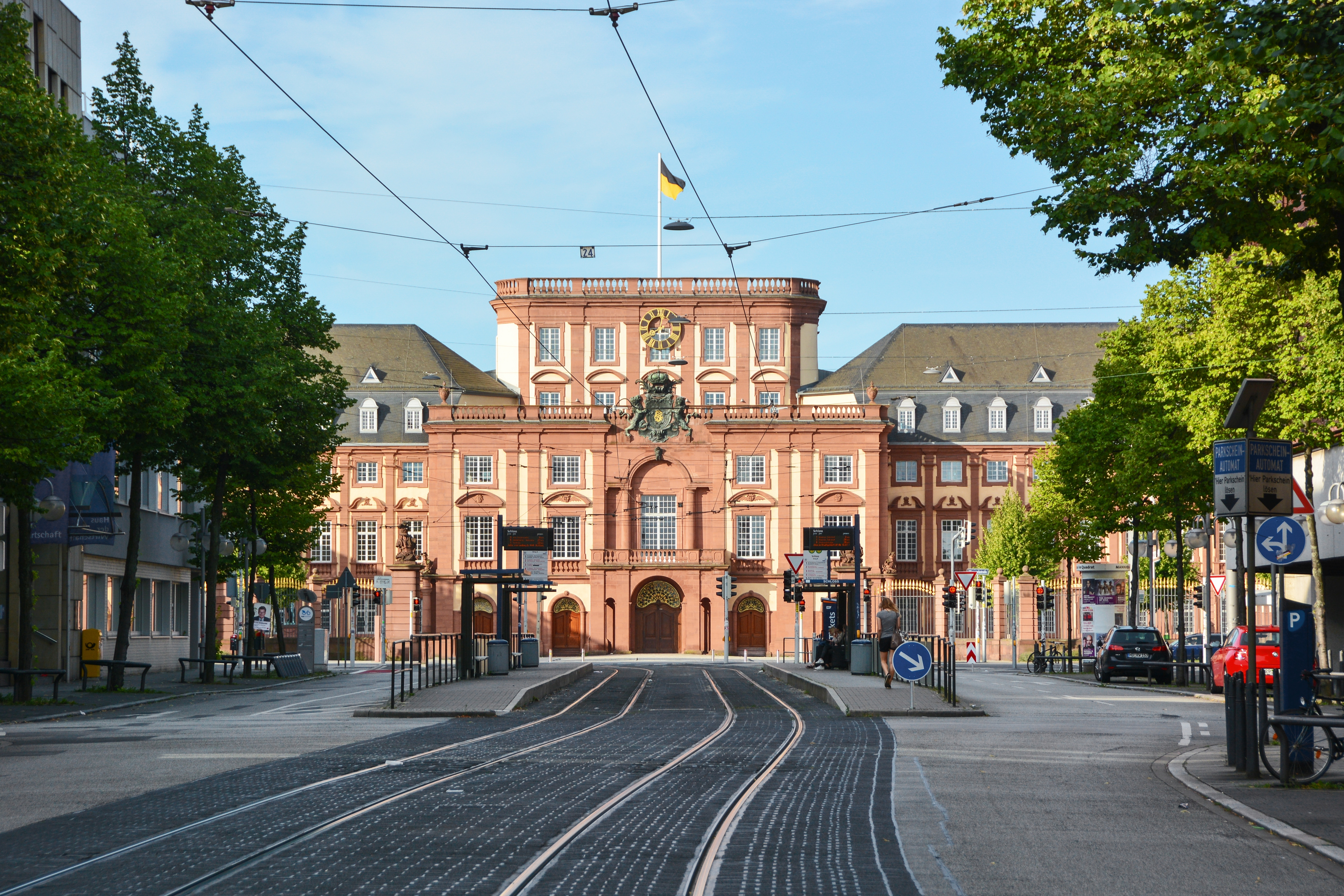
Pałac – dawna rezydencja elektorów Palatynatu

Mannheim (wym. MAF: [ˈmanˌhaɪ̯m], posłuchajⓘ) – miasto na prawach powiatu w Niemczech, w kraju związkowym Badenia-Wirtembergia, w rejencji Karlsruhe, siedziba regionu Rhein-Neckar. Leży u ujścia Neckaru do Renu, na wysokości 97 m n.p.m., ok. 70 km na południe od Frankfurtu nad Menem, naprzeciwko Ludwigshafen am Rhein, z którym między innymi tworzy jeden organizm miejski i przemysłowy. Liczy 315 554 mieszkańców (31 grudnia 2022), powierzchnia miasta wynosi 144,9 km².
Mannheim jest też ważnym centrum naukowo-kulturalnym. Znajdują się tu liczne uczelnie (m.in. uniwersytet założony w 1907), muzea: Reiss-Engelhorn-Museen, Städtische Kunsthalle, biblioteki, planetarium. Miasto jest siedzibą dużych wydawnictw książkowych, takich jak Brockhaus. Odbywają się tu międzynarodowe festiwale filmów krótkometrażowych.

## Historia
Mannheim prawa miejskie otrzymał w 1607 r. Od 1720 r. miasto było rezydencją elektorów Palatynatu. W 1803 r. włączone zostało do Badenii.
Mannheim posiada zachowany zabytkowy układ urbanistyczny (I poł. XVIII wieku) na planie szachownicy – „kwadratowe miasto” – złożonej ze 144 pól. W starym centrum miasta ulice nie posiadają nazw, a jedynie oznaczenia siatki pól np. D7, L4 itd. Liczne zabytki barokowe z XVIII wieku. Największy w Niemczech pałac, rezydencja elektorów Palatynatu w latach 1720–1803 (zbudowany 1720–1760), w kaplicy znajdują się freski Cosmasa Damiana Asama. Kościół jezuitów (1738–1760), ratusz (1701–1711).
Miasto w czasie swoich podróży po Europie odwiedzał m.in. Wolfgang Amadeusz Mozart, który szczególnie cenił sobie walory tutejszej orkiestry przeniesionej później wraz z dworem elektorskim do Monachium. Kompozytor przebywał tutaj czterokrotnie, szczególnie przyjaźniąc się z rodziną kapelmistrza Christiana Cannabicha, gdzie udzielał lekcji także jego córce Rosie. Mozart zaprzyjaźniony był również z tutejszymi muzykami, czego owocem jest Koncert na obój i orkiestrę C-dur KV 314, podarowany przez niego Friedrichowi Rammowi. Twórcą tej orkiestry, jej sławy i głównym kompozytorem szkoły mannheimskiej, był Johann Stamitz. Mannheim pod rządami elektora Karla Theodora przeżywał w ogóle swój kulturalny rozkwit, będąc nie tylko jednym z ówczesnych europejskich ważniejszych ośrodków muzycznych, lecz także stanowiąc główny ośrodek literackiego nurtu Sturm und Drang (Okres burzy i naporu). Tutaj też w wybudowanym w 1777 roku Teatrze Narodowym odbyła się prapremiera Zbójców Friedricha Schillera (1782).
Pod koniec II wojny światowej Mannheim zostało zajęte 29 marca 1945 przez wojska amerykańskie.

## Gospodarka

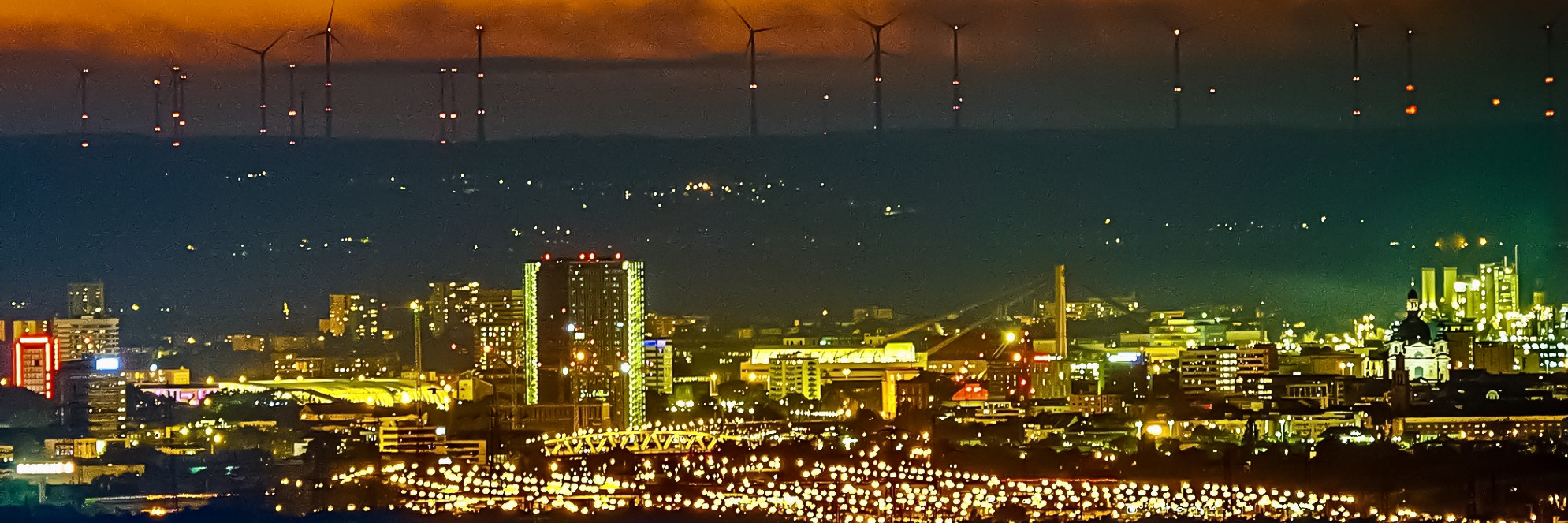
Na pierwszym planie stacja rozrządowa, za nią Victoriaturm, most Kurta Schumachera i kościół Jezuitów

Mannheim to drugie co do wielkości miasto Badenii-Wirtembergii. Ważny port śródlądowy (przeładunek 8,6 mln t w 1988) i port lotniczy. Przemysł maszynowy (silniki, maszyny rolnicze), środków transportu (fabryka Mercedes-Benz), elektrotechniczny, chemiczny (w tym farmaceutyczny), precyzyjny, włókienniczy i spożywczy. Znajdują się tu rafineria ropy naftowej, duża elektrownia cieplna (1 650 MW) oraz elektrownia wodna.
Na dzień 30 września 2011 roku w Mannheimie zarejestrowanych było 3467 przedsiębiorstw. Zatrudnianych w nich było około 29 000 osób. Obrót wyniósł 1,89 miliarda euro.

### Niektóre przedsiębiorstwa z siedzibą w Mannheimie

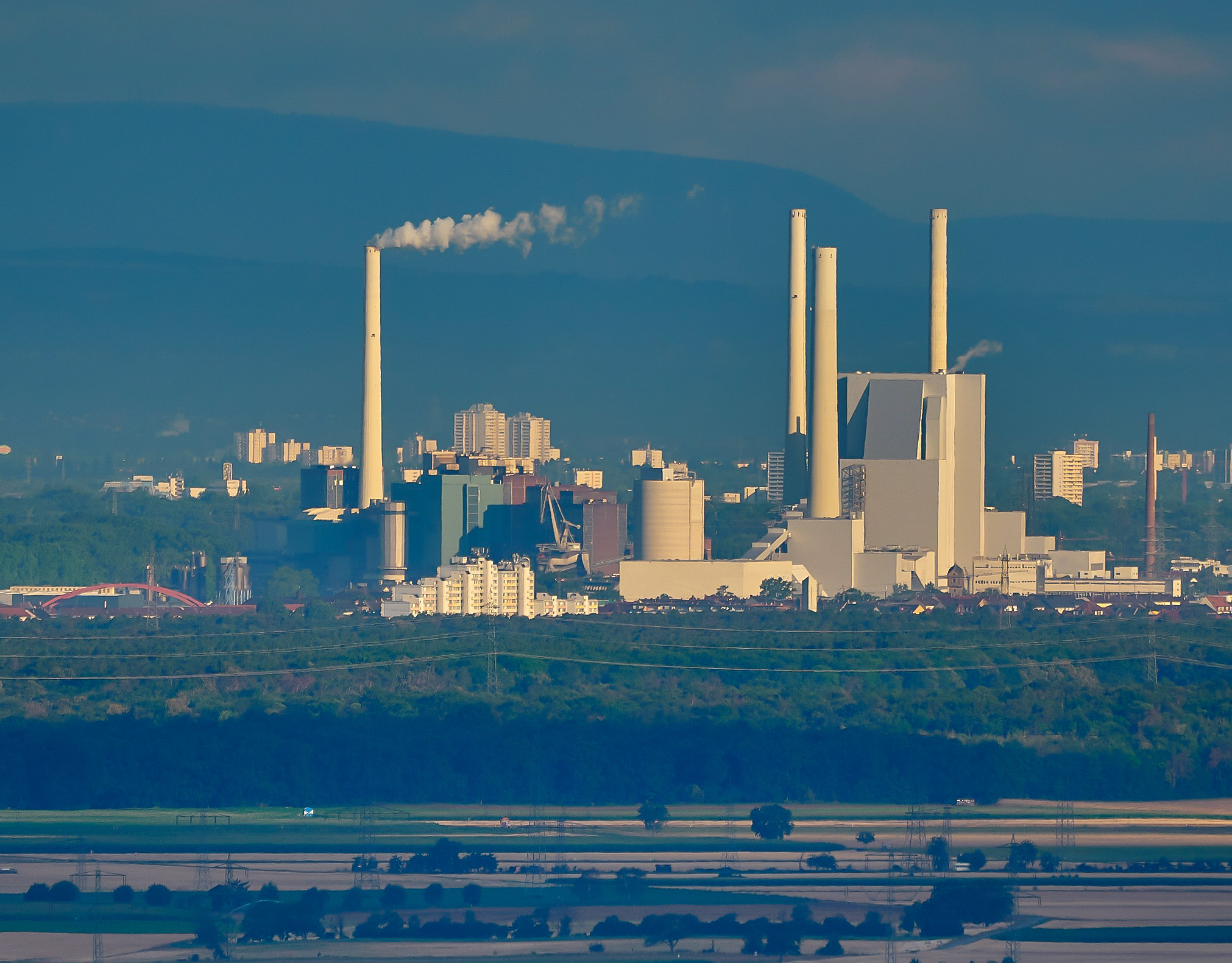
Elektrownia w Mannheim na tle wieżowców

- John Deere (2900 pracowników)[6][7]
- Mercedes-Benz-Werk[8]

## Transport

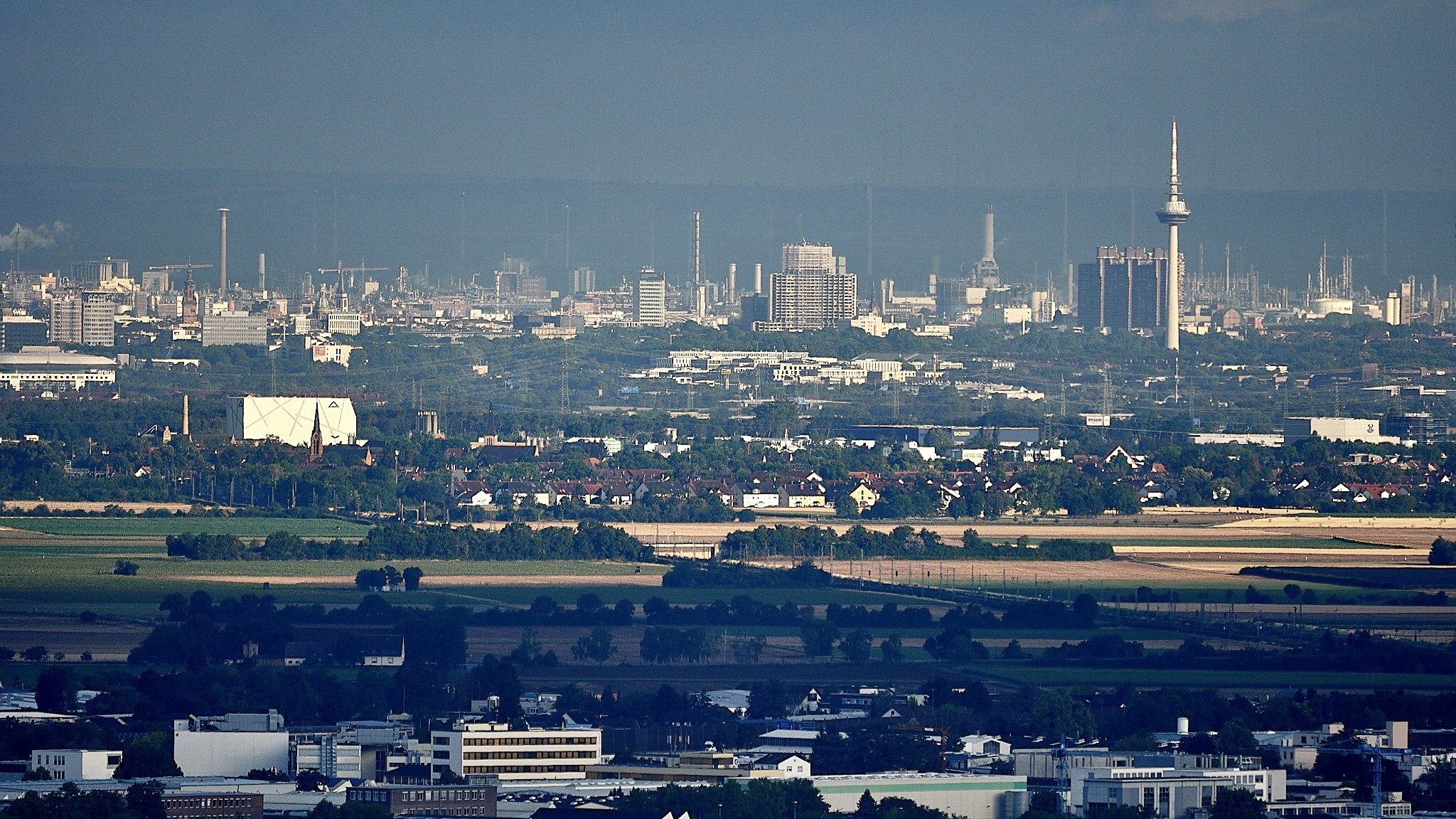
Panorama Mannheim z linią kolei S-Bahn do Heidelbergu

### Transport kolejowy
Dworce i przystanki kolejowe: Mannheim Hauptbahnhof, Mannheim-Handelshafen, Mannheim-Neckarstadt, Mannheim-Luzenberg, Mannheim-Waldhof, Mannheim-Käfertal, Mannheim-Neckarau, Mannheim-Rheinau, Mannheim-Seckenheim, Mannheim-Friedrichsfeld. Na terenie Mannheimu i sąsiedniej miejscowości Heidelberg funkcjonuje S-Bahn Rhein-Neckar. Mannheim obsługują również pociągi dalekobieżne ICE.

## Uczelnie
- Bundesakademie für Wehrverwaltung und Wehrtechnik(inne języki)
- Duale Hochschule Baden-Württemberg Mannheim(inne języki)
- Hochschule der Bundesagentur für Arbeit(inne języki)
- Hochschule des Bundes für öffentliche Verwaltung(inne języki)
- Hochschule Mannheim(inne języki)
- Popakademie Baden-Württemberg(inne języki)
- Hochschule für Musik und Darstellende Kunst Mannheim(inne języki)
- Universität Mannheim
- Mannheim Business School – prywatna

## Sport
- Adler Mannheim – klub hokejowy
- SV Waldhof Mannheim – klub piłkarski
- VfR Mannheim – klub piłkarski
- Rhein-Neckar Löwen – klub piłki ręcznej
- SAP Arena – hala widowiskowo-sportowa
- w 2007 roku odbyły się mistrzostwa świata w piłce ręcznej
- w 2010 roku odbyły się mistrzostwa świata w hokeju na lodzie. Mannheim był współorganizatorem razem z Kolonią.

## Współpraca międzynarodowa
Miejscowości partnerskie:
- Beyoğlu (dzielnica Stambułu), od 2023
- Bydgoszcz, Polska od 1991
- Charlottenburg-Wilmersdorf, Berlin od 1961
- Czerniowce, Ukraina od 2022
- Hajfa, Izrael od 2009
- Kiszyniów, Mołdawia od 1989
- Kłajpeda, Litwa od 2002
- Qingdao, Chiny od 1995
- Riesa, Saksonia od 1988
- Swansea, Wielka Brytania od 1957
- Tulon, Francja od 1959
- Windsor, Kanada od 1980
- Zhenjiang, Chiny, od 2004